# Спутник-8
Спутник 8 (също Тяжелый спутник 5 и Венера 1VA № 2) е първият успешен съветски опит за изстрелване на сонда за изследване на Венера, осъществен на 12 февруари 1961 г.

## Полет
Апаратът е идентичен със Спутник 7. Изстрелян е с помощта на ракета-носител „Молния“ и успешно достига орбита с перигей 229 и апогей 282 км. Състои се от орбитална платформа за стартиране (Тяжелый спутник 5) и сондата „Венера 1“ с обща маса 6481 кг.
След една обиколка около Земята сондата се стартира и насочва към Венера. „Спутник 8“ остава в орбита с перигей 212 км и апогей 318 км. След 13 дни полет около Земята, на 25 февруари, платформата изгаря в плътните слоеве на земната атмосфера.